# Jean-Louis Colinet
Pour les articles homonymes, voir Colinet.
Jean-Louis Colinet (né à Pailhe le 12 octobre 1950) est un acteur, metteur en scène et directeur de théâtre belge.
Il étudie la mise en scène à l'INSAS de 1969 à 1973. Animateur de théâtre-action au Théâtre de la Communauté (Seraing) de 1973 à 1977, il fonde le Théâtre de la Renaissance en 1973. En 1977, il entre au Ministère de la Communauté française de Belgique comme conseiller en théâtre et en audiovisuel auprès d'Henry Ingberg.
En 1988, il est nommé directeur du Théâtre de la Place à Liège et dirige également le Festival de Liège dès 1999.
Il est nommé directeur du Théâtre national de Belgique en 2005 où il succède à Philippe van Kessel.